# Oraș global

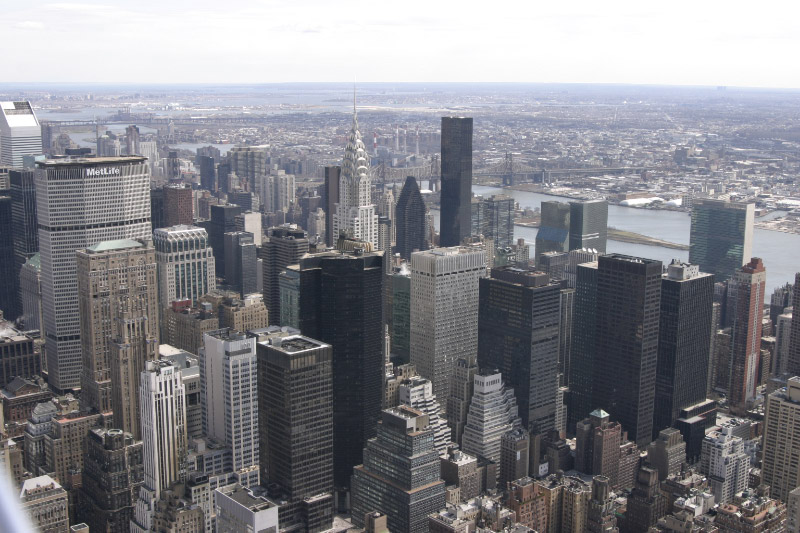
New York

Un oraș global (numit și oraș lume  sau, uneori oraș alfa sau centru mondial) este un oraș în general considerat a fi un important nod în sistemul economic mondial. Conceptul vine din geografie și studii de urbanism și se bazează pe ideea că globalizarea poate fi înțeleasă ca fiind creată în mare măsură, facilitată și adoptată în locuri strategice geografice în funcție de o ierarhie de importanță deosebită pentru funcționarea sistemului global al finanțelor și comerțului.
Cel mai complex este "orașul global", care are un efect direct și tangibil asupra afacerilor la nivel global prin diferite mijloace socio-economice. Folosirea termenului de "oraș global", spre deosebire de "mega-oraș", a fost popularizată de sociologul Saskia Sassen în lucrarea sa din  1991, The Global City: New York, Londra, Tokyo, deși termenul de "oraș al lumii" folosit pentru a descrie orașe care controlează o cantitate disproporționată de afaceri la nivel global datează cel puțin din mai 1886 când a fost folosit la descrierea orașului Liverpool în The Illustrated London News. Patrick Geddes, de asemenea, a folosit termenul de "oraș al lumii", mai târziu, în 1915. Orașele pot cădea dintr-o astfel de clasificare, precum în cazul orașelor care au devenit mai puțin cosmopolite și mai puțin renumite la nivel internațional în epoca actuală, de exemplu, Alexandria (Egipt), Coimbra (Portugalia), Stralsund (Germania) și Salonic (Grecia). Un oraș care a fost declasificat în perioada medievală și a redevenit un oraș global este Roma.

## Studii

### Studiul GaWC
Prima încercare de definire, categorisire și clasificare a orașelor globale a fost făcută în 1998 de Jon Beaverstock, Richard G. Smith și Peter J. Taylor, toți erau angajați la Loughborough University din Regatul Unit. Împreună, Beaverstock, Smith și Taylor au înființat Globalization and World Cities Research Network. O listă de orașe globale a fost publicată în GaWC Research Bulletin 5 și clasifica orașele pe baza conectivității prin patru „servicii avansate”: contabilitate, publicitate, bancare/financiare și legale. GaWC clasifică orașele pe trei grupe și câteva subgrupe.
În clasamentul din 2004 au fost adăugați noi indicatori, dar clasificarea se realizează mai mult în baza criteriilor economice decât pe baza celor politice și culturale. Clasamentul din 2008 a împărțit orașele în: orașe globale „Alpha” (cu patru subcategorii), orașe globale „Beta” (cu trei subcategorii), orașe globale „Gamma” (cu trei subcategorii), „High sufficiency” și „Sufficiency”. Acesta este un ghid al clasamentului:
- Alpha++  sunt New York și Londra, acestea fiind mult mai integrate în economia globală decât alte orașe..
- Alpha+  completează nișe de servicii avansate în economia globală.
- Alpha & Alpha-  sunt orașe care leagă regiunile economice majore de economia mondială.
- Beta  sunt orașe care leagă regiunile economice medii de economia mondială.
- Gamma  sunt orașe care leagă regiunile economice mai mici de economia mondială.
- Sufficiency sunt orașe care au un grad suficient de servicii, astfel încât să nu fie în mod evident dependente de alte orașe globale.

Clasamentul pentru 2010:
| Categoria        | Orașe |
| ---------------- | --- |
| Alfa++           | - Londra - New York - Paris |
| Alfa+            | - Hong Kong - Singapore - Tokyo - Shanghai - Chicago - Dubai - Sydney |
| Alfa             | - Milano - Beijing - Toronto - São Paulo - Madrid - Mumbai - Los Angeles - Moscova - Frankfurt - Ciudad de México - Amsterdam - Buenos Aires - Kuala Lumpur - Seul - Bruxelles - Jakarta - San Francisco - Washington, D.C. |
| Alfa-            | - Atlanta - Barcelona - Bangkok - Boston - Dallas - Dublin - Istanbul - Johannesburg - Lisabona - Melbourne - Miami - München - New Delhi - Philadelphia - Santiago - Taipei - Varșovia - Viena - Zürich |
| Beta+            | - Atena - Düsseldorf - Stockholm - Praga - Montreal - Roma - Hamburg - Manila - Houston - Berlin - Tel Aviv - Bangalore - Copenhaga - Cairo - Bogotá - Vancouver |
| Beta             | - Budapesta - Beirut - Luxemburg - Guangzhou - Seattle - Caracas - Ho Și Min - Auckland - Oslo - Kiev - Chennai - București - Manchester - Karachi - Lima - Cape Town - Riyadh - Nicosia - Minneapolis |
| Beta-            | - Abu Dhabi - Montevideo - Birmingham - Rio de Janeiro - Brisbane - Geneva - Kolkata - Detroit - Denver - Monterrey - Bratislava - Port Louis - Casablanca - Manama - Stuttgart - Sofia - Köln - St. Louis - Helsinki - Ciudad de Panamá - San Diego - Lagos - Perth - Shenzhen - Cleveland - San Juan - Calgary - Guatemala - Osaka |
| Gama+            | - Glasgow - Nairobi - Bristol - Hanoi - Cincinnati - Charlotte - Anvers - Doha - Lahore - Baltimore - Jeddah - Edinburgh - Amman - Hyderabad - Zagreb - Adelaide - Kuwait - Portland - Belgrad - San José - Tunis - San Jose - Riga |
| Gama             | - Valencia - Kansas City - Phoenix - Almatî - Guadalajara - Lyon - Quito - Sankt Petersburg - Leeds - Santo Domingo - San Salvador - Vilnius - Rotterdam - Tampa - Columbus - Indianapolis - Pittsburgh - Edmonton |
| Gama-            | - Tallinn - Pune - Porto - Porto Alegre - Orlando - Göteborg - Marseille - Ottawa - Colombo - Ljubljana - Tegucigalpa - Richmond - Islamabad - Muscat - Durban - Austin - Belfast - Guayaquil - Nagoya - Torino - Southampton - Milwaukee - Wellington - Curitiba - Accra - George Town |
| High sufficiency | - Jacksonville - Leipzig - Raleigh - Strasbourg - Tijuana - Brasília - Salt Lake City - Ankara - Pretoria - Tianjin - Bilbao - Ahmedabad - Las Vegas - Belo Horizonte - Liverpool - Malmö - Nürnberg - Canberra - Wroclaw - Querétaro - Nassau - Utrecht - Bologna - Newcastle - La Paz - Asunción - Hartford - Sevilia - Salonic - Cracovia - Nashville - Salvador - Alger - Dresden - Haga - Poznań |
| Sufficiency      | - Florența - Medellín - Winnipeg - Nantes - Sacramento - Cebu - Toulouse - Recife - Dar es Salaam - Kaohsiung - Surabaya - Managua - Puebla de Zaragoza - Hamilton - Christchurch - Bordeaux - Tulsa - Dakar - Halifax - San Antonio - Johor Baharu - Tirana - Quebec - Lausanne - Baku - Luanda - Bremen - Aberdeen - Birmingham - Dhaka - Nanjing - Chihuahua - Hanover - Napoli - Providence - Penang - Omaha - Chengdu - Abuja - Port of Spain - Aarhus - Leon - Fukuoka - Honolulu - Genova - Kampala - Hangzhou - Palo Alto - Córdoba - Abidjan - Tbilisi - Qingdao - Skopje - Campinas - Rochester - Windhoek - Memphis - Nottingham - Ciudad Juárez - Dalian - Kyoto - Alexandria - Sheffield - Santa Cruz - Izmir - Gaborone - Cali - Dortmund - Norwich - New Orleans - Valencia - Harare - Ierusalim - Basel - Macau - Montpellier - Minsk - Linz - Haifa - Douala - Labuan - Nisa |

### Global Cities Index
În 2008, revista americană, Foreign Policy a publicat Global Cities Index, bazat pe discuții cu firma de consultanță din Chicago, A.T. Kearney, Chicago Council on Global Affairs, Saskia Sassen, Witold Rybczynski și alți. Foreign Policy a inclus în această listă  „cele mai mari orașe din lume, cele mai interconectate, cele ce contribuie la stabilirea agendelor globale, pericolelor transnaționale și servesc drept centre de integrare la nivel mondial. Acestea sunt motoarele de creștere pentru țările lor și porți de acces la resursele din regiunile lor”. Clasamentul a fost actualizat în 2010 și 2012.
| Loc 2012 | Modificare | Oraș             | Rating |
| 1        | ▬          | New York         | 6.35   |
| 2        | ▬          | Londra           | 5.79   |
| 3        | ▲ 1        | Paris            | 5.48   |
| 4        | ▼ 1        | Tokyo            | 4.99   |
| 5        | ▬          | Hong Kong        | 4.56   |
| 6        | ▲ 1        | Los Angeles      | 3.94   |
| 7        | ▼ 1        | Chicago          | 3.66   |
| 8        | ▲ 2        | Seul             | 3.41   |
| 9        | ▲ 2        | Bruxelles        | 3.33   |
| 10       | ▲ 3        | Washington, D.C. | 3.22   |
| 11       | ▼ 3        | Singapore        | 3.20   |
| 12       | ▼ 3        | Sydney           | 3.13   |
| 13       | ▲ 5        | Viena            | 3.11   |
| 14       | ▲ 1        | Beijing          | 3.05   |
| 15       | ▲ 4        | Boston           | 2.94   |
| 16       | ▼ 2        | Toronto          | 2.92   |
| 17       | ▼ 5        | San Francisco    | 2.89   |
| 18       | ▼ 1        | Madrid           | 2.80   |
| 19       | ▲ 6        | Moscova          | 2.77   |
| 20       | ▼ 4        | Berlin           | 2.76   |
| 21       | ▬          | Shanghai         | 2.73   |
| 22       | ▬          | Buenos Aires     | 2.71   |
| 23       | ▼ 3        | Frankfurt        | 2.69   |
| 24       | ▲ 2        | Barcelona        | 2.59   |
| 25       | ▼ 1        | Zürich           | 2.53   |

| Loc 2012 | Modificare | Oraș             | Rating |
| 26       | ▲ 3        | Amsterdam        | 2.45   |
| 27       | ▼ 4        | Stockholm        | 2.43   |
| 28       | ▬          | Roma             | 2.36   |
| 29       | ▼ 2        | Dubai            | 2.32   |
| 30       | ▲ 1        | Montreal         | 2.32   |
| 31       | ▲ 2        | München          | 2.31   |
| 32       | NA         | Melbourne        | 2.25   |
| 33       | ▲ 2        | São Paulo        | 2.19   |
| 34       | ▼ 4        | Ciudad de México | 2.18   |
| 35       | ▼ 3        | Geneva           | 2.13   |
| 36       | ▼ 2        | Miami            | 2.13   |
| 37       | ▲ 4        | Istanbul         | 2.10   |
| 38       | ▬          | Houston          | 2.08   |
| 39       | ▲ 1        | Atlanta          | 2.06   |
| 40       | ▼ 1        | Taipei           | 2.05   |
| 41       | ▲ 1        | Milano           | 2.01   |
| 42       | ▼ 5        | Copenhaga        | 1.99   |
| 43       | ▼ 7        | Bangkok          | 1.93   |
| 44       | ▬          | Atena            | 1.82   |
| 45       | ▲ 1        | Mumbai           | 1.79   |
| 46       | ▲ 4        | Tel Aviv         | 1.69   |
| 47       | ▬          | Osaka            | 1.57   |
| 48       | ▼ 3        | New Delhi        | 1.55   |
| 49       | ▼ 1        | Kuala Lumpur     | 1.49   |
| 50       | ▼ 7        | Cairo            | 1.49   |

| Loc 2012 | Modificare | Oraș           | Rating |
| 51       | ▬          | Manila         | 1.49   |
| 52       | ▬          | Johannesburg   | 1.48   |
| 53       | ▼ 4        | Rio de Janeiro | 1.31   |
| 54       | ▼ 1        | Jakarta        | 1.30   |
| 55       | ▼ 1        | Bogota         | 1.17   |
| 56       | ▬          | Nairobi        | 0.98   |
| 57       | ▼ 2        | Caracas        | 0.89   |
| 58       | ▬          | Bangalore      | 0.85   |
| 59       | ▬          | Lagos          | 0.84   |
| 60       | ▼ 3        | Guangzhou      | 0.82   |
| 61       | ▬          | Ho Și Min      | 0.72   |
| 62       | ▼ 2        | Karachi        | 0.66   |
| 63       | ▲ 1        | Dhaka          | 0.65   |
| 64       | ▼ 1        | Kolkata        | 0.63   |
| 65       | ▼ 3        | Shenzhen       | 0.62   |
| 66       | ▼ 1        | Chongqing      | 0.25   |

### Global Economic Power Index
În 2012, primul Global Economic Power Index, un studiu al studiilor realizat de Richard Florida, a fost publicat în The Atlantic. Acest clasament s-a realizat pe baza prezenței orașelor pe liste similare publicate de alte entități:
| Loc | Oraș             | Scor |
| --- | ---------------- | ---- |
| 1   | New York         | 48   |
| 2   | Londra           | 43   |
| 3   | Tokyo            | 37   |
| 4   | Paris            | 25   |
| 4   | Hong Kong        | 25   |
| 6   | Chicago          | 20   |
| 7   | Singapore        | 15   |
| 8   | Shanghai         | 11   |
| 9   | Los Angeles      | 10   |
| 10  | Zürich           | 9    |
| 11  | Seul             | 6    |
| 11  | Boston           | 6    |
| 11  | Beijing          | 6    |
| 14  | Washington, D.C. | 5    |
| 15  | Osaka            | 4    |
| 16  | Bruxelles        | 2    |
| 16  | Rhein-Ruhr       | 2    |
| 18  | Toronto          | 1    |
| 18  | Shenzhen         | 1    |

### Global Power Cities Index
Institutul pentru Strategii Urbane al Fundației Memoriale Mori din Tokyo a publicat în 2012 un studiu despre orașele globale. Clasamentul se face pe baza a 70 de indicatori grupați în șase categorii: „economie”, „cercetare și dezvoltare”, „interacțiune culturală”, „calitatea vieții”, „mediu” și „accesibilitate”.
| Loc | Oraș             | Scor   |
| --- | ---------------- | ------ |
| 1   | Londra           | 1452.5 |
| 2   | New York         | 1376.6 |
| 3   | Paris            | 1349.6 |
| 4   | Tokyo            | 1324.9 |
| 5   | Singapore        | 1118.6 |
| 6   | Seul             | 1081.1 |
| 7   | Amsterdam        | 1068.3 |
| 8   | Berlin           | 1047.3 |
| 9   | Hong Kong        | 1038.2 |
| 10  | Viena            | 1016.7 |
| 11  | Beijing          | 978.3  |
| 12  | Frankfurt        | 966.7  |
| 13  | Barcelona        | 964.6  |
| 14  | Shanghai         | 964.5  |
| 15  | Sydney           | 962.8  |
| 16  | Stockholm        | 961.2  |
| 17  | Osaka            | 942.1  |
| 18  | Zürich           | 937.9  |
| 19  | Bruxelles        | 931.3  |
| 20  | Copenhaga        | 929.7  |
| 21  | Toronto          | 925.6  |
| 22  | Madrid           | 908.6  |
| 23  | Los Angeles      | 890.7  |
| 24  | Vancouver        | 890.1  |
| 25  | Istanbul         | 875.4  |
| 26  | Atena            | 872.7  |
| 27  | Boston           | 858.4  |
| 28  | Chicago          | 854.1  |
| 29  | Geneva           | 852.8  |
| 30  | Washington, D.C. | 836.5  |
| 31  | San Francisco    | 833.3  |
| 32  | Milano           | 831.4  |
| 33  | Taipei           | 800.3  |
| 34  | Kuala Lumpur     | 788.1  |
| 35  | Bangkok          | 781.4  |
| 36  | Ciudad de México | 781.0  |
| 37  | Moscova          | 760.2  |
| 38  | São Paulo        | 667.7  |
| 39  | Mumbai           | 608.1  |
| 40  | Cairo            | 601.0  |

### The Wealth Report[13]
| Overall Loc | Oraș             | Economie | Puterea politică | Calitate vieții | Cunoaștere și influență |
| ----------- | ---------------- | -------- | ---------------- | --------------- | ----------------------- |
| 1           | New York         | 1        | 7                | 6               | 2                       |
| 2           | Londra           | 2        | 5                | 8               | 1                       |
| 3           | Paris            | 4        | 8                | 11              | 4                       |
| 4           | Tokyo            | 3        | 6                | 23              | 13                      |
| 5           | Hong Kong        | 7        | 10               | 26              | 6                       |
| 6           | Singapore        | 8        | 23               | 22              | 3                       |
| 7           | Sydney           | 17       | 12               | 3               | 7                       |
| 8           | Washington, D.C. | 14       | 1                | 19              | 23                      |
| 9           | Toronto          | 12       | 15               | 4               | 15                      |
| 10          | Zürich           | 11       | 24               | 1               | 22                      |
| 11          | Berlin           | 10       | 4                | 18              | 9                       |
| 12          | Bruxelles        | 27       | 3                | 25              | 21                      |
| 13          | Seul             | 28       | 11               | 28              | 10                      |
| 14          | Boston           | 19       | 25               | 24              | 5                       |
| 15          | Beijing          | 6        | 2                | 40              | 27                      |
| 16          | Vancouver        | 38       | 19               | 7               | 16                      |
| 17          | Chicago          | 13       | 29               | 20              | 14                      |
| 18          | Viena            | 23       | 27               | 13              | 8                       |
| 19          | Amsterdam        | 16       | 26               | 14              | 19                      |
| 20          | Los Angeles      | 21       | 30               | 15              | 10                      |
| 21          | Stockholm        | 22       | 28               | 9               | 18                      |
| 22          | Melbourne        | 30       | 35               | 2               | 12                      |
| 23          | Frankfurt        | 9        | 33               | 5               | 36                      |
| 24          | Shanghai         | 5        | 17               | 39              | 35                      |
| 25          | San Francisco    | 15       | 34               | 27              | 20                      |
| 26          | Miami            | 29       | 20               | 17              | 34                      |
| 27          | Geneva           | 26       | 38               | 10              | 24                      |
| 28          | Oslo             | 20       | 32               | 21              | 32                      |
| 29          | Dubai            | 18       | 18               | 36              | 29                      |
| 30          | Moscova          | 24       | 9                | 37              | 31                      |
| 31          | Montreal         | 37       | 31               | 16              | 17                      |
| 32          | Auckland         | 33       | 40               | 12              | 33                      |
| 33          | Tel Aviv         | 39       | 13               | 30              | 38                      |
| 34          | Milano           | 31       | 37               | 29              | 25                      |
| 35          | Buenos Aires     | 40       | 14               | 35              | 28                      |
| 36          | São Paulo        | 32       | 16               | 33              | 37                      |
| 37          | Abu Dhabi        | 25       | 21               | 38              | 40                      |
| 38          | Mumbai           | 36       | 22               | 32              | 39                      |
| 39          | Kuala Lumpur     | 34       | 36               | 31              | 30                      |
| 40          | Bangkok          | 35       | 39               | 34              | 26                      |

### Global Cities Competitiveness Index
În 2012, Economist Intelligence Unit (The Economist Group) a clasificat orașele după competitivitatea demonstrată în a atrage capitaluri, afaceri, talente și vizitatori.
| Loc | Oraș             | Scor |
| --- | ---------------- | ---- |
| 1   | New York         | 71.4 |
| 2   | Londra           | 70.4 |
| 3   | Singapore        | 70.0 |
| 4   | Hong Kong        | 69.3 |
| 4   | Paris            | 69.3 |
| 6   | Tokyo            | 68.0 |
| 7   | Zürich           | 66.8 |
| 8   | Washington, D.C. | 66.1 |
| 9   | Chicago          | 65.9 |
| 10  | Boston           | 64.5 |
| 11  | Frankfurt        | 64.1 |
| 12  | Toronto          | 63.9 |
| 13  | Geneva           | 63.3 |
| 13  | San Francisco    | 63.3 |
| 15  | Sydney           | 63.1 |
| 16  | Melbourne        | 62.7 |
| 17  | Amsterdam        | 62.4 |
| 18  | Vancouver        | 61.8 |
| 19  | Los Angeles      | 61.5 |
| 20  | Seul             | 60.5 |
| 20  | Stockholm        | 60.5 |
| 22  | Montreal         | 60.3 |
| 23  | Copenhaga        | 59.9 |
| 23  | Houston          | 59.9 |
| 25  | Dallas           | 59.8 |
| 25  | Viena            | 59.8 |
| 27  | Dublin           | 59.5 |
| 28  | Madrid           | 59.4 |
| 29  | Seattle          | 59.3 |
| 30  | Philadelphia     | 58.5 |
| 31  | Atlanta          | 58.2 |
| 31  | Berlin           | 58.2 |
| 33  | Oslo             | 57.2 |
| 34  | Bruxelles        | 57.1 |
| 35  | Hamburg          | 56.8 |
| 36  | Auckland         | 56.7 |
| 37  | Birmingham       | 56.6 |
| 37  | Taipei           | 56.6 |
| 39  | Beijing          | 56.0 |
| 40  | Dubai            | 55.9 |

| Loc | Oraș             | Scor |
| --- | ---------------- | ---- |
| 41  | Abu Dhabi        | 55.8 |
| 41  | Barcelona        | 55.8 |
| 43  | Miami            | 55.2 |
| 43  | Shanghai         | 55.2 |
| 45  | Kuala Lumpur     | 55.0 |
| 46  | Praga            | 53.7 |
| 47  | Doha             | 52.9 |
| 47  | Milano           | 52.9 |
| 47  | Osaka            | 52.9 |
| 50  | Nagoya           | 52.3 |
| 50  | Roma             | 52.3 |
| 52  | Shenzhen         | 51.7 |
| 53  | Varșovia         | 51.3 |
| 54  | Monaco           | 51.0 |
| 55  | Budapesta        | 50.4 |
| 56  | Incheon          | 50.2 |
| 57  | Lisabona         | 49.5 |
| 58  | Moscova          | 49.4 |
| 59  | Tel Aviv         | 49.3 |
| 60  | Buenos Aires     | 49.2 |
| 61  | Bangkok          | 49.0 |
| 62  | São Paulo        | 48.3 |
| 63  | Fukuoka          | 47.7 |
| 64  | Busan            | 47.4 |
| 64  | Guangzhou        | 47.4 |
| 66  | Cracovia         | 47.3 |
| 67  | Johannesburg     | 47.1 |
| 68  | Delhi            | 46.7 |
| 68  | Santiago         | 46.7 |
| 70  | Mumbai           | 46.6 |
| 71  | Ciudad de México | 46.2 |
| 72  | Atena            | 46.1 |
| 73  | Cape Town        | 45.9 |
| 74  | Istanbul         | 45.5 |
| 75  | Tianjin          | 45.4 |
| 76  | București        | 44.9 |
| 76  | Rio de Janeiro   | 44.9 |
| 78  | Ciudad de Panamá | 44.8 |
| 79  | Bangalore        | 44.6 |
| 80  | Kuwait           | 44.2 |

| Loc | Oraș             | Scor |
| --- | ---------------- | ---- |
| 81  | Jakarta          | 44.1 |
| 82  | Dalian           | 44.0 |
| 83  | Chengdu          | 43.5 |
| 84  | Suzhou           | 43.4 |
| 85  | Manila           | 43.2 |
| 86  | Muscat           | 43.0 |
| 87  | Chongqing        | 42.9 |
| 88  | Lima             | 42.5 |
| 89  | Bogotá           | 42.3 |
| 90  | Monterrey        | 42.2 |
| 91  | Qingdao          | 42.1 |
| 92  | Ahmedabad        | 41.9 |
| 93  | Hangzhou         | 41.6 |
| 94  | Durban           | 41.2 |
| 95  | Ankara           | 40.9 |
| 96  | Medellín         | 40.0 |
| 97  | Pune             | 39.8 |
| 98  | Belo Horizonte   | 39.4 |
| 98  | Hyderabad        | 39.4 |
| 100 | Almatî           | 39.3 |
| 100 | Sankt Petersburg | 39.3 |
| 102 | Guadalajara      | 39.0 |
| 102 | Porto Alegre     | 39.0 |
| 104 | Hanoi            | 38.8 |
| 105 | Chennai          | 38.1 |
| 106 | Kolkata          | 37.8 |
| 106 | Riyadh           | 37.8 |
| 108 | Kiev             | 36.9 |
| 109 | Ho Și Min        | 36.5 |
| 110 | Surabaya         | 35.9 |
| 111 | Colombo          | 35.6 |
| 112 | Karachi          | 35.5 |
| 113 | Cairo            | 35.0 |
| 114 | Bandung          | 34.8 |
| 115 | Nairobi          | 34.6 |
| 116 | Alexandria       | 31.8 |
| 117 | Beirut           | 30.6 |
| 118 | Dhaka            | 27.7 |
| 119 | Lagos            | 27.6 |
| 120 | Tehran           | 27.2 |